# Dario Krešić
Dario Krešić (Vukovar, Croacia, 11 de enero de 1984) es un futbolista croata. Juega de portero en el Omonia Nicosia de la Primera División de Chipre. 

## Selección nacional
Krešić ha representado a Croacia en casi todos los niveles juveniles. En 2013, fue internacional con la selección mayor por primera vez.
A sus 30 años, Niko Kovac lo llamó para la Copa del Mundo 2014 pero no jugo ni un solo minuto y su selección quedó eliminada en fase de grupos.

### Participaciones en Copas del Mundo
| Mundial                        | Sede   | Resultado      |
| ------------------------------ | ------ | -------------- |
| Copa Mundial de Fútbol de 2014 | Brasil | Fase de grupos |

## Clubes
| Club               | País     | Año             |
| ------------------ | -------- | --------------- |
| Eintracht Trier    | Alemania | 2002-2006       |
| Panionios FC       | Grecia   | 2006-2009       |
| PAOK FC            | Grecia   | 2009 - 2012     |
| FC Lokomotiv Moscú | Rusia    | 2012 - 2014     |
| Mainz 05           | Alemania | 2014            |
| Bayer Leverkusen   | Alemania | 2014 - 2016     |
| Omonia Nicosia     | Chipre   | 2016 - presente |